# Austrocenangium australe
Austrocenangium australe är en svampart som först beskrevs av Speg., och fick sitt nu gällande namn av Gamundí 1997. Austrocenangium australe ingår i släktet Austrocenangium och familjen Helotiaceae.   Inga underarter finns listade i Catalogue of Life.